# Sankranthi

Makara Sankranthi.

Sankranthi (Sankranti, Makara Sankranthi) är en festival som markerar början på skörden för bönder i de indiska delstaterna Andhra Pradesh, Karnataka och Maharashtra.
Från denna dag rör sig solen mot norr och indikerar därigenom sommarens ankomst. I legenden väntade siaren Bheeshmacharya i Mahabharata på denna dag för att dö och uppstiga till Brahmaloka. Sankranthidagen firas även i Tamil Nadu, där under namnet Pongal. Typiskt för Andhra Pradesh är att festivalen firas i dagarna tre. Dagen före Makara Sankranthi kallas där Bhogi. På denna dag i gryningen samlas gamla oanvändbara saker i hushållet ihop och kastas på ett bål. Under denna festival ska människor bära nya kläder och besöka templen för att fira skörden. Festivalens tredje dag kallas Kanuma...